# Die Freundschaft

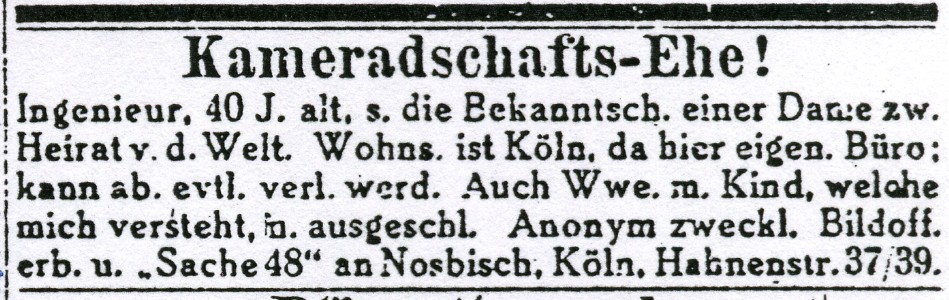
Une annonce de contact typique pour un faux mariage hétérosexuel dans Die Freundschaft (janvier 1920).

Die Freundschaft (« L'Amitié ») est une publication écrite à destination de la communauté homosexuelle. Elle a été publiée en Allemagne de 1919 à 1933, avant de disparaître, censurée par le régime nazi.